# Кичкайло, Александр Трофимович
Александр Трофимович Кичкайло (род. 5 ноября 1933 года, Барановичи ) — советский хозяйственный и государственный деятель, бывший заместитель председателя Совета Министров БССР, председатель Могилевского облисполкома. Почетный гражданин Брестской области (2009), Почетный гражданин города Могилев (2021), Лауреат Госпремии СССР, заслуженный строитель СССР, заслуженный строитель БССР, кандидат технических наук (1975).

## Биография
Осуществлял управление строительством мемориального комплекса Брестской крепости.
В 1971 году после его открытия по личному приглашению П. М. Машерова переехал в Минск и стал председателем межколхозных строительных организаций. При его участии были построены агропромышленные комплексы «Беловежский», «Остромечево», «Западный», «Жемчужный».
В 1987—1989 годах был председателем Могилевского облисполкома, после был снова переведен в Минск на должность заместителя председателя Совета Министров БССР, курировал вопросы ликвидации последствий аварии на ЧАЭС.
В 1991—1992 годах был заместителем министра сельского хозяйства и продовольствия Республики Беларусь.